# Георги Османков
Георги Александров Османков е български търговец.

## Биография
Георги Османков е роден в щипската махала Ново село, тогава в Османската империя, днес в Северна Македония. Участва в Първата световна война като запасен подпоручик в Двадесет и първи пехотен средногорски полк. След войната се занимава с търговия. Главен секретар на Съюза на търговските пътници. През 1933 година е избран за член на Националния комитет на македонските братства. След Деветосептемврийския преврат от 1944 година е арестуван и отведен в Лом с други дейци на македонското освободително движение и убит без съд и присъда.
Негов брат е учителят и революционер Наум Османков.